# Aesacus Dorsum
Aesacus Dorsum je pohoří na povrchu Marsu, které se nachází na severní polokouli severně od štítové sopky Hecates Tholus a západně od pohoří Phlegra Montes. Pohoří se táhne přes 264 km.
Pojmenováno bylo v roce 1985.